# ویلیام چارلز لیچ
ویلیام چارلز لیچ (انگلیسی: William Leach; ۶ نوامبر ۱۹۴۲ – ۱ آوریل ۲۰۱۵) فرد نظامی اهل کانادا بود.